# 似花君龍屬
似花君龍屬（意為「近似花君龍的」）是種生存於中白堊紀南非的恐龍。似花君龍被分類於劍龍亞目。模式種是非洲似花君龍（P. africanus），化石是一個部份頭顱骨，最初在1912年被敘述為古蜴甲龍的一種，非洲古蜴甲龍（Palaeoscincus africanus），在1929年被重新敘述為非洲似花君龍。